# Young Dro
D’Juan Montrel Hart (* 15. Januar 1979 in Atlanta, Georgia), besser bekannt unter seinem Künstlernamen Young Dro, ist ein US-amerikanischer Rapper.

## Biografie
D’Juan Hart wurde in Bankhead, einem sozialen Brennpunkt im Westen Atlantas, geboren. Einer seiner besten Freunde war Chris „Daddy Mack“ Smith, ein Teil des Duos Kris Kross. Von dessen Erfolg inspiriert begann auch Hart unter dem Künstlernamen Dro zu rappen.
Um 2000 hatte er erste Erfolge damit, als er von Raheem the Dream, einem Bass-Music-Rapper aus dem Umfeld der Geto Boys, für dessen Label Tight IV Life Records verpflichtet wurde. Hierüber erschien 2001 Dros Debütalbum I Got That Dro. Abgesehen von dem regional erfolgreichen Lied Yes Sir erlangte seine Musik, die vom ebenfalls aus West-Atlanta stammenden Goodie Mob beeinflusst war, jedoch keine kommerzielle Bedeutung.
Eine weitere Jugendbekanntschaft von Hart, T.I., erlebte in den folgenden Jahren seinen Durchbruch als Musiker. Nachdem der zwischenzeitlich verlorene Kontakt der beiden wiederhergestellt war, wurde Hart zum Protegé T.I.s und von ihm für sein Unternehmen Grand Hustle Records, ein Imprint des Major-Labels Atlantic Records, unter Vertrag genommen. Nun unter dem Alias Young Dro auftretend, veröffentlichte Hart die Single Shoulder Lean featuring T.I., die bis auf Rang 10 der Billboard Hot 100 gelangte. Vor allem als Klingelton war das Lied sehr erfolgreich. Er wurde in den USA mehr als zwei Millionen Mal verkauft und dafür von der RIAA mit einer doppelten Platin-Schallplatte ausgezeichnet. Das dazugehörige Album Best Thang Smokin’ erreichte Platz 3 der Billboard 200.
Trotz der Erfolge erschienen im Folgenden lediglich einige Mixtapes von Young Dro. Nur 2009 wurde er erneut in einer Hitparade geführt, als er gemeinsam mit T.I. einen Gastauftritt auf Yung L.A.s Stück Ain’t I hatte, das die Höchstposition 47 der US-amerikanischen Charts innehatte.
Erst 2013 wurde mit High Times ein weiterer offizieller Langspieler veröffentlicht. Mit Rang 57 der Albumverkaufsliste der Vereinigten Staaten blieb das Werk allerdings weit hinter den Verkäufen von Best Thang Smokin’ zurück.
Dennoch folgte 2015 ein weiteres Album. Da Reality Show wurde jedoch nur noch in einigen Spartencharts des Billboard-Magazins geführt.

## Diskografie
Alben (mit Single-Auskoppelungen)
- I Got That Dro, 2001
  - Yes Sir
- Best Thang Smokin’, 2006
  - Shoulder Lean (feat. T.I.)
  - Rubberband Banks
- High Times, 2013
  - FDB
- Da Reality Show, 2015
  - We in da City

Features
- Ain’t I / Yung L.A. feat. Young Dro & T.I.